# Claude Boivin
Pour les articles homonymes, voir Boivin.
Claude Boivin (né le 1er mars 1970 à Québec, dans la province de Québec au Canada) est un joueur professionnel canadien de hockey sur glace.  

## Carrière de joueur
Il était un joueur de caractère, n'ayant pas peur de se mettre le nez un peu partout. De plus, il était capable de produire offensivement. Durant sa carrière junior, il participa à deux reprises au tournoi de la Coupe Memorial sans jamais le gagner. Ses performances sur la glace lui permirent d'être sélectionné en 1re ronde par les Flyers de Philadelphie en 1988.
Il rejoint donc les Bears de Hershey, club-école des Flyers, lors de la saison 1990-1991. Il faudra attendre la saison suivant avant de le voir à l'œuvre avec les Flyers. Il débuta la saison 1992-1993 avec le club de Philadelphie. Malheureusement pour lui, il subit une blessure au genou en septembre 1992. Cette blessure le suivit aux cours des saisons suivantes, le limitant à quelques parties lors des saisons 1993-94 & 1994-95. Par la suite, à cause de la même blessure, il s'absenta lors des deux saisons suivantes. Il revint à la compétition lors de la saison 1997-98 avec le club de sa ville natale, les Rafales de Québec qui évoluaient dans la Ligue internationale de hockey. Par contre, il termina la saison avec les Griffins de Grand Rapids. Il joua la saison suivante en Italie avant de revenir dans la LIH pour une dernière avec les Ice Dogs de Long Beach.
Ses frasques de jeunesse sont dépeintes dans le film 1987, film réalisé par son ami Ricardo Trogi où l'acteur Laurent-Christophe Ruelle joue son alter-ego.

## Statistiques
| Saison     | Équipe                              | Ligue          |     | Saison régulière | Saison régulière | Saison régulière | Saison régulière | Saison régulière |   | Séries éliminatoires | Séries éliminatoires | Séries éliminatoires | Séries éliminatoires | Séries éliminatoires |
| Saison     | Équipe                              | Ligue          | PJ  | B                | A                | Pts              | Pun              | PJ               | B | A                    | Pts                  | Pun                  |                      |                      |
| 1986-1987  | Gouverneurs de Sainte-Foy           | Midget AAA     | 39  | 12               | 27               | 39               | 90               | -                | - | -                    | -                    | -                    |                      |                      |
| 1987-1988  | Voltigeurs de Drummondville         | LHJMQ          | 63  | 23               | 26               | 49               | 233              | 17               | 5 | 3                    | 8                    | 74                   |                      |                      |
| 1988       | Voltigeurs de Drummondville         | Coupe Memorial | -   | -                | -                | -                | -                | 3                | 0 | 1                    | 1                    | 6                    |                      |                      |
| 1988-1989  | Voltigeurs de Drummondville         | LHJMQ          | 63  | 20               | 36               | 56               | 218              | 4                | 0 | 2                    | 2                    | 27                   |                      |                      |
| 1989-1990  | Titan de Laval                      | LHJMQ          | 59  | 24               | 51               | 75               | 309              | 13               | 7 | 13                   | 20                   | 59                   |                      |                      |
| 1990       | Titan de Laval                      | Coupe Memorial | -   | -                | -                | -                | -                | 4                | 3 | 2                    | 5                    | 12                   |                      |                      |
| 1990-1991  | Bears de Hershey                    | LAH            | 65  | 13               | 32               | 45               | 159              | 7                | 1 | 5                    | 6                    | 28                   |                      |                      |
| 1991-1992  | Bears de Hershey                    | LAH            | 20  | 4                | 5                | 9                | 96               | -                | - | -                    | -                    | -                    |                      |                      |
| 1991-1992  | Flyers de Philadelphie              | LNH            | 58  | 5                | 13               | 18               | 187              | -                | - | -                    | -                    | -                    |                      |                      |
| 1992-1993  | Flyers de Philadelphie              | LNH            | 30  | 5                | 4                | 9                | 76               | -                | - | -                    | -                    | -                    |                      |                      |
| 1993-1994  | Bears de Hershey                    | LAH            | 4   | 1                | 6                | 7                | 6                | -                | - | -                    | -                    | -                    |                      |                      |
| 1993-1994  | Flyers de Philadelphie              | LNH            | 26  | 1                | 1                | 2                | 57               | -                | - | -                    | -                    | -                    |                      |                      |
| 1993-1994  | Sénateurs d'Ottawa                  | LNH            | 15  | 1                | 0                | 1                | 38               | -                | - | -                    | -                    | -                    |                      |                      |
| 1994-1995  | Senators de l'Île-du-Prince-Édouard | LAH            | 22  | 10               | 9                | 19               | 89               | 9                | 1 | 2                    | 3                    | 32                   |                      |                      |
| 1994-1995  | Sénateurs d'Ottawa                  | LNH            | 3   | 0                | 1                | 1                | 6                | -                | - | -                    | -                    | -                    |                      |                      |
|            |                                     |                |     |                  |                  |                  |                  |                  |   |                      |                      |                      |                      |                      |
| 1997-1998  | Ice Pilots de Pensacola             | ECHL           | 10  | 0                | 1                | 1                | 45               | -                | - | -                    | -                    | -                    |                      |                      |
| 1997-1998  | Rafales de Québec                   | LIH            | 13  | 2                | 3                | 5                | 46               | -                | - | -                    | -                    | -                    |                      |                      |
| 1997-1998  | Griffins de Grand Rapids            | LIH            | 31  | 12               | 5                | 17               | 69               | 3                | 0 | 0                    | 0                    | 8                    |                      |                      |
| 1998-1999  | SSI Vipiteno Broncos                | Alpenliga      | 33  | 11               | 18               | 29               | 120              | -                | - | -                    | -                    | -                    |                      |                      |
| 1998-1999  | SSI Vipiteno Broncos                | Série A        | 12  | 3                | 10               | 13               | 73               | 6                | 4 | 2                    | 6                    | 56                   |                      |                      |
| 1999-2000  | Ice Dogs de Long Beach              | LIH            | 42  | 2                | 6                | 8                | 147              | 4                | 0 | 0                    | 0                    | 12                   |                      |                      |
| Totaux LNH | Totaux LNH                          | Totaux LNH     | 132 | 12               | 19               | 31               | 364              | -                | - | -                    | -                    | -                    |                      |                      |

### Transactions en carrière
- 5 mars 1994 : échangé aux Sénateurs d'Ottawa par les Flyers de Philadelphie avec Kirk Daubenspeck en retour de Mark Lamb.